# Plectrelminthus caudatus
Espèce
Synonymes
- Angorchis caudata (Lindl.) Kuntze[1]
- Angraecum caudatum Lindl.[1] [2]
- Leptocentrum caudatum (Lindl.) Schltr.[1] [2]
- Listrostachys caudata (Lindl.) Rchb.f.[1]
- Plectrelminthus bicolor Raf.[1]
- Plectrelminthus caudatus var. caudatus[1]

Plectrelminthus caudatus est une plante de la famille de Orchidaceae et appartenant au genre Plectrelminthus. Il n'y a qu'une seule espèce de ce genre. 
Cette orchidée épiphyte pousse en Afrique tropicale.

## Liste des variétés
Selon Catalogue of Life (25 décembre 2017) :

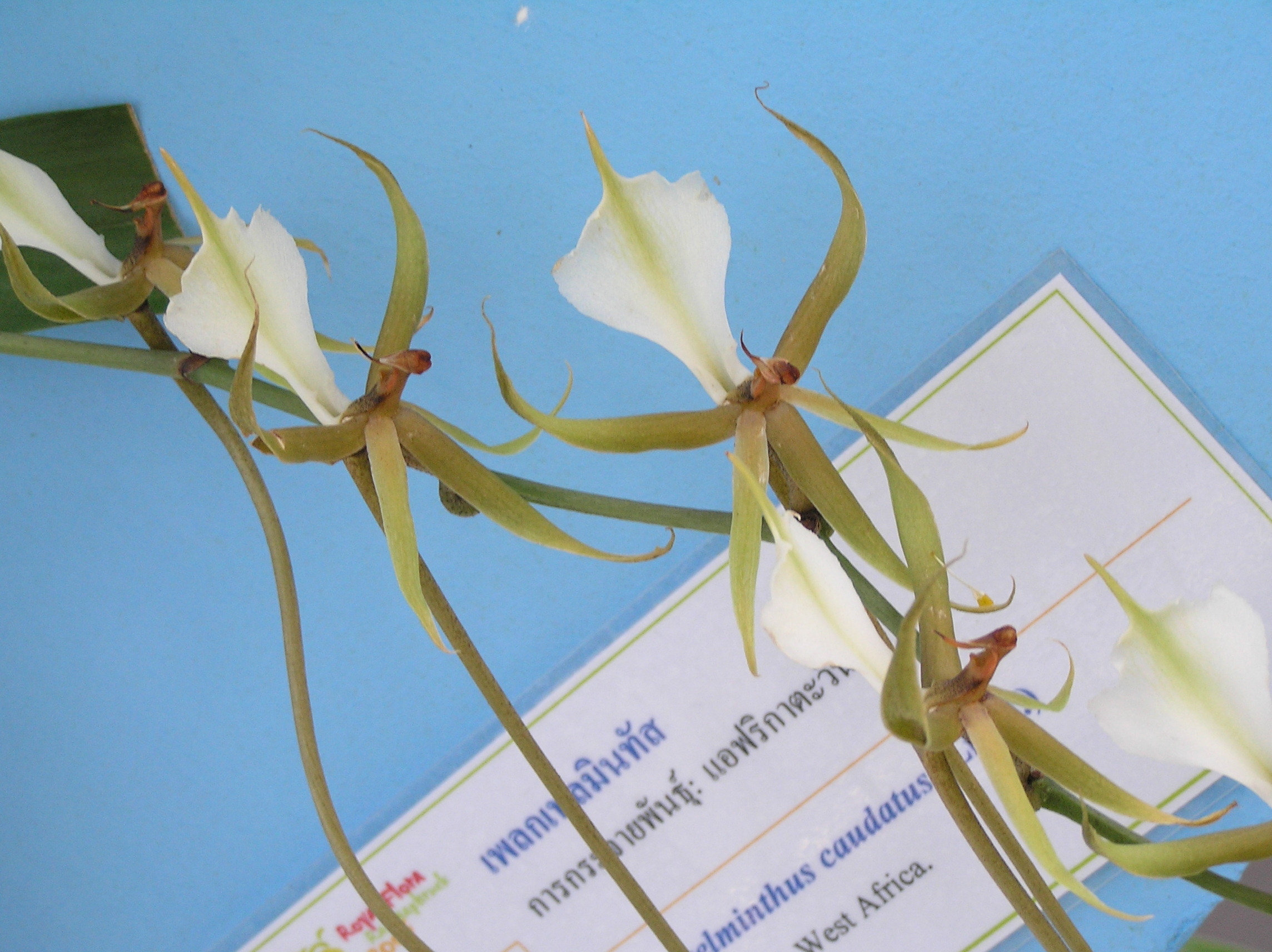
Spécimen exposé à l'exposition horticole Royal Flora Ratchaphruek, Thaïlande

- variété Plectrelminthus caudatus var. caudatus
- variété Plectrelminthus caudatus var. trilobatus Szlach. & Olszewski

Selon World Checklist of Selected Plant Families (WCSP) (25 décembre 2017) :
- variété Plectrelminthus caudatus var. caudatus
- variété Plectrelminthus caudatus var. trilobatus Szlach. & Olszewski (2001)

Selon Tropicos (25 décembre 2017) (Attention liste brute contenant possiblement des synonymes) :
- variété Plectrelminthus caudatus var. caudatus
- variété Plectrelminthus caudatus var. trilobatus Szlach. & Olszewski